# Glyphothecium papillosum
Glyphothecium papillosum là một loài rêu trong họ Ptychomniaceae. Loài này được Herzog mô tả khoa học đầu tiên năm 1910.